# (33876) 2000 JJ57
2000 JJ57 (asteroide 33876) é um asteroide da cintura principal. Possui uma excentricidade de 0.24784880 e uma inclinação de 14.21691º.
Este asteroide foi descoberto no dia 6 de maio de 2000 por LINEAR em Socorro.